# Jan Šula (lékař)
Jan Šula (* 1960) je český lékař, praktikující především psychoneuroimunologii, která se zabývá vlivem stresu a psychického stavu pacienta na jeho zdravotní stav a na aktivitu jeho imunitního systému. Tvrdí, že správnou životosprávou a vyváženou zdravou stravou je možné se nemocí nejen vyvarovat, ale také se z nich vyléčit. Odmítá očkování jako nebezpečné (viz očkování a autismus) a tvrdí, že dokáže vyléčit autismus i roztroušenou sklerózu.
Dne 20. června 2018 na něj podal Milan Kubek, prezident České lékařské komory, trestní oznámení pro podvod.

## Život
Jan Šula se narodil v lékařské rodině. Jeho otec doc. MUDr. Ladislav Šula, DrSc., byl výzkumníkem v oblasti ftizeologie a autorem tzv. Šulovy kultivace půdy pro diagnostiku mykobakterií. Jan byl od dětství díky otci v kontaktu s nemocnicemi a výzkumnými laboratořemi – v té době se jednalo o Institut hygieny a epidemiologie.
Studoval na 3. LF UK na Vinohradech a v roce 1985 začal pracovat v SUKL. V roce 1986 nastoupil do FN Královské Vinohrady na oddělení ortopedie pod vedením prof. MUDr. Oldřicha Cecha, DrSc., který jej dovedl k atestaci v roce 1990. Poté odešel na stáž do zahraničí, po návratu do ČR v roce 1993 založil v Praze soukromou kliniku, která působí v oblasti funkční medicíny.
Po skončení činnosti ve Velké Británii se v roce 2005 se přestěhoval do Itálie. V letech 2005–2011 se potkával s Francesco Bottaciolim a byl přítomen při zakládání společnosti italské Psycho-neuro-endokrino-imunologie PNEI, která se zabývá vlivem psychiky na projev somatických chorob.
V roce 2015, kdy se vrátil do Prahy, kontaktoval kliniku Endala, kde nalezl zázemí. Po odvysílání reportáže ČT „Doktor za sta tisíce“ s ním klinika Endala ale přerušila spolupráci.

## Kritika

### Životopisné údaje
Ve svém životopisu J. Šula uvádí, že na Lékařskou fakultu UK nastoupil roku 1975 a podle registru ČLK promoval v roce 1985. Z registru však údaj zmizel, stejně jako údaj o absolvované fakultě. V registru členů ČLK tedy nemá J. Šula (evidenční číslo: 1129420160) uvedeny informace o dosaženém vzdělání a platnou licenci má pouze pro ortopedii.
V minulosti Šula neoprávněně užíval titul DrSc., později od toho upustil. V CV uváděnou kandidátskou práci nelze dohledat. Nebyla obhájena, neboť i kandidátská práce musela být podložena alespoň lokální publikací. Záznamy dr. Šuly v databázi české medicínské literatury Medvik ale začínají až rokem 2007 a nejde o vědecké práce.
V červnu 2018 byla odvysílána reportáž pořadu Reportéři ČT, jež zpochybňuje Šulovu věrohodnost. Jan Šula tvrdí, že spolupracuje s Institute for Biomodulation Medicine, který má sídlit ve švýcarském Freienbachu. Reportéři však na udané adrese našli jen poštovní schránku a cedulku na domě, ve kterém o firmě ale nikdo neslyšel. Několik dní po odvysílání reportáže Jan Šula uveřejnil na portálu YouTube video, kde se k těmto obviněním vyjadřuje.
J. Šula se označuje jako zakladatel psychoneuroimunologie. Na jejím počátku ale stojí Robert Ader a Nicholas Cohen z Rochesterské univerzity, kteří tento pojem zavedli roku 1975.
Jan Šula se opakovaně prezentuje jako první český lékař, který byl přijat do Royal Society of Medicine. Toto tvrzení vyvrací Jaromír Šrámek: „Prvním českým lékařem přijatým do Royal Society of Medicine byl ve skutečnosti již zesnulý profesor Jan Šula, český biochemik a spoluzakladatel experimentální onkologie v Československu“. J. Šula dokládá své členství ve videu, kde je z předloženého dopisu patrné, že jeho členství trvalo od 1. června 1999 do 10. ledna 2005. „Dnes je ale členství nabízeno i studentům medicíny,“ dodává Šrámek.
J. Šula se odvolává na instituci s názvem Associate of Oxford Institute of Immunology. Tato instituce je dohledatelná především ve spojení se sebepropagací Jana Šuly v několika jazycích, samostatně však nikoliv, komentuje Jaromír Šrámek.
Dle sdělení Magistrátu hlavního města Prahy ze dne 28. 6. 2018 nebylo na jméno MUDr. Jan Šula (ani Ian Sulla) vydáno oprávnění k poskytování zdravotních služeb pro území hlavního města Prahy. Ve spojitosti s poskytovatelem zdravotních služeb společností Endala s.r.o. nebylo tímto správním orgánem jméno Jan Šula nebo Ian Sulla nalezeno ani v seznamu zdravotnických pracovníků, který je součástí podání žádosti společnosti Endala s.r.o. o změnu oprávnění k poskytování zdravotních služeb ze dne 14. 06. 2017. Dr. Šulovi tedy nebylo vydáno oprávnění k provozování lékařské praxe na půdě zařízení Endala a toto zařízení nebylo oprávněné mu provozování praxe umožnit.

### Přípravek pro růst vlasů
V časopise Květy vyšel v září 1998 článek o preparátu proti vypadávání vlasů Regaine. „Přípravek jsem s úspěchem vyzkoušel i sám na sobě. Kouty, které se mi začaly tvořit, po dlouhodobém ranním a večerním užívání roztoku zase zarostly,“ říká v něm J. Šula. O rok později v květnu vyšel článek i v časopise Zdravá rodina. Po několika letech, kdy J. Šulovi začaly řídnout vlasy, přestal předepisovat Regaine a začal nabízet léčbu rakoviny, roztroušené sklerózy či autismu svými injekcemi neznámého složení, za které účtuje stovky tisíc korun.

### Biomodulační léčba

#### Biomodulační léčba
Roku 2012 bylo vydáno „Vyjádření Ministerstva zdravotnictví k alternativním metodám léčby autismu“, kde „na základě informace odborných společností – České psychoterapeutické společnosti ČLS JEP, Psychiatrické společnosti ČLS JEP, výboru Ligy proti epilepsii a na základě stanoviska Vědecké rady ČLK a Etické komise Ministerstva zdravotnictví“ kritizuje Biomodulační léčbu autismu (nejen) Jana Šuly, neboť „nesplňuje kritéria ověřeného terapeutického postupu dle zásad medicíny založené na důkazech. Pravděpodobně se jedná o neověřený přístup, o jehož efektu nic objektivního není známo. Dle vyjádření MZ na základě předložených materiálů nelze uvedený postup z odborného hlediska doporučit a neměl by být v ČR prováděn, pokud pro metodu její autor nedoloží přesvědčivé důkazy o účinnosti a bezpečnosti tak, jak je v současnosti požadováno v medicíně založené na důkazech.“
Podle Jiřího Heřta je biomodulační léčba „sporná, zřejmě neúčinná alternativní metoda. Seriózní vědecké studie o této metodě, které by byly uveřejněny v odborné lékařské literatuře, jsem nenašel a zřejmě neexistují. Tzv. Institute for Biomodulation Medicíne, kde metoda údajně vznikla, není žádný velký uznávaný vědecký ústav. Rozšíření biomodulační terapie ve světě mimo naši republiku je minimální, i když existuje množství různých metod, které biomodulaci v jiné podobě nabízejí. Pokud jde o autismus, je podrobně a seriózně studován vědeckou medicínou, která přes veškerou snahu jeho příčiny neobjevila. Jde o vrozenou poruchu, která je na rozdíl od tvrzení propagátorů biomodulační terapie nevyléčitelná.“

#### Neznámé vakcíny
Biomodulační metodou má být schopnost mysli ovlivňovat lidské zdraví. Přesto k biomodulační léčbě autismu používá Šula injekční aplikaci blíže nespecifikovaných roztoků, „vakcín“ či biomodulátorů. Jejich složení je neznámé, mají obsahovat peptidy. Roku 2005 ale SÚKL vydal varování „před léčbou tzv. „metodou imunoterapeutických peptidů“ či „léčbou imunopeptidy, neuropeptidy nebo roztokem peptidů“, o kterých je udáváno, že jsou vyvíjeny v Oxford Institute of Immunology, UK“.

Všechna léčiva podávaná v České republice pacientům musí být registrována Státním ústavem pro kontrolu léčiv. Vakcíny J. Šuly registraci nemají.
„Vy musíte věřit mně, že to, co já dělám, vás uzdraví,“ reagoval J. Šula na dotaz Jiřího Leschtiny, redaktora ČT, ohledně účinných látek obsažených v jeho vakcínách a jejich nedohledatelnosti.
Náměstkyně ministra zdravotnictví Helena Rögnerová uvedla, že „žádný z uvedených léků, pokud vůbec se jedná o léčivé přípravky, není v České republice registrován. To znamená, že nemůže být používán,“ a že její úřad podá podnět Státnímu ústavu pro kontrolu léčiv, aby začal zkoumat toto jednání.

#### Roztroušená skleróza
„Máme devadesátiprocentní uzdravení,“ tvrdí podle prezidenta ČLK Kubka J. Šula o nevyléčitelné roztroušené skleróze. Sám Šula tvrdí, že uzdravených pacientů je 95 %.
K praktikám Jana Šuly se kriticky vyjádřila také Eva Havrdová, vedoucí Centra pro léčbu roztroušené sklerózy 1. LF UK, „My jsme samozřejmě nevyléčili nikoho, protože tu chorobu považujeme v tuto chvíli za nevyléčitelnou. A deklarovat, že někdo umí tu chorobu vyléčit, by bylo na Nobelovu cenu a nepochybně by se o tom vědělo.“
Jan Vojáček, vedoucí lékař kliniky Endala, která po odvysílání reportáže ČT přerušila s J. Šulou spolupráci, prohlásil, že „je na doktoru Šulovi, aby své kroky obhájil a vysvětlil, ale nikdo neumí vyléčit roztroušenou sklerózu.“

### Očkování
J. Šula je odpůrcem očkování. Jedním z důvodů má být mnohokrát vyvrácený mýtus, že očkování způsobuje autismus. Dalším z důvodů je, že „očkování nedokážeme pochopit, proto nedokážeme rizika správně zvážit“.
Dále tvrdí, že výrobci vakcín tají, že očkování může mít vedlejší účinky. Sdělovací prostředky a média jsou prý nástrojem výrobců vakcín a vitamínů ke zvýšení jejich prodeje a vytvoření davové psychózy. Takovým tvrzením se ale již dostává do oblasti konspiračních teorií.
On sám je prý zdravý, protože „žádnou chřipku ani jiné choroby si nepřipouští“ a proti chřipce je účinnější česnek než očkování.

### Trestní oznámení
MUDr. Milan Kubek, prezident České lékařské komory, podal 20. června 2018 na J. Šulu trestní oznámení pro podvod. Podání bylo následně postoupeno Obvodnímu státnímu zastupitelství pro Prahu 5 a nyní je v šetření.
Dne 5. 12. 2018 poslal MUDr. Jan Hnízdil podnět Státnímu ústavu pro kontrolu léčiv (SÚKL) týkající se diagnostických a léčebných metod Jana Šuly, praktikovaných na půdě nestátního zdravotnického zařízení Endala. Podle odpovědi ze dne 31. 12. 2018 provedli inspektoři Ústavu šetření na pěti různých adresách, na kterých se měl Jan Šula vyskytovat, na žádné z nich však nebyl zastižen, nebyl tam zjištěn jeho výskyt, ani na uvedených adresách nebyla žádná informace potvrzující umístění jeho pracoviště. „Po vyhodnocení všech dostupných informací a s ohledem na skutečnost, že nebylo možné kontrolou ověřit, zda MUDr. Jan Šula skutečně zacházel s léčivými přípravky, bylo Ústavem dne 29. 6. 2018 podáno trestní oznámení na MUDr. Jana Šulu, které je evidováno pod sp. zn. sukls259076/2018. Trestní oznámení bylo postoupeno Krajskému ředitelství policie Středočeského kraje, Územní odbor Kladno. Body 1, 3 a část bodu 4 Vašeho podnětu pro nepříslušnost, Ústav postoupí Usnesením Magistrátu hl. města Prahy, odboru zdravotnictví sociální péče a prevence.“

### Nelékařské postupy

#### Astrologie
Jan Šula popisuje souvislost mezi „chřipkovým onemocněním a znamením zvěrokruhu, tedy podle živlové rovnováhy ... velmi to závisí od typu osobnosti, respektive znamení a ascendentu.“

#### eLybra
Vyšetření na přístroji eLybra. J. Šula použití přístroje prezentoval jako skutečné lékařské vyšetření, ačkoli přístroj nemá žádnou certifikaci, a má jít o pseudovědu.

#### Oberon
Vyšetření na přístroji Oberon. Přístroj údajně rozliší fyziologické signály od patologických, patologické změní na fyziologické a navrátí je zpět do těla pacienta. Tím má docházet k harmonizaci celého organismu. Oberon prý také umožňuje vyhodnotit vhodnost potravinového doplňku. J. Šula tvrdí, že měřením „biopotenciálu“ (tento pojem nijak nevysvětluje) zjišťuje, zda je pacient ve stresu. Stejně jako u eLybry má jít o pseudovědu.

### Bludný balvan za rok 2018
Český klub skeptiků Sisyfos udělil Janu Šulovi anticenu zlatý Bludný balvan v kategorii jednotlivců za rok 2018 „za propagaci myšlenky, že by akademické tituly měly být dědičné, a za příspěvek k poznání významu zmrzliny pro laboratorní medicínu“. V laudatiu ironizuje jeho dřívější používání akademického titulu DrSc. i jeho počiny na poli údajné laboratorní diagnostiky.